# کوین مددیک
کوین مددیک (انگلیسی: Kevin Maddick؛ زادهٔ ۱۸ سپتامبر ۱۹۷۴) بازیکن فوتبال اهل بریتانیا است.
از باشگاه‌هایی که در آن بازی کرده‌است می‌توان به باشگاه فوتبال دارلینگتون اشاره کرد.